# Hémoglobine Hb J-baltimore
Pour les articles homonymes, voir Baltimore (homonymie).
L'hémoglobine Hb J-baltimore est un variant de l'hémoglobine à l'état hétérozygote. 
Cette mutation de l'hémoglobine n'a pas de conséquence clinique connue mais elle a pour conséquence directe d'interdire une lecture significative du taux d'hémoglobine glyquée HBA1c, chez les diabétiques de type 1 et de type 2, et donc de suivre de façon stable l'équilibre de leur diabète. Un patient présentant un variant Hb J-baltimore aura un taux d'hémoglobine glyquée HBA1c faussement bas.